# Doctor Who (21.ª temporada clássica)
A vigésima primeira temporada clássica da série de televisão britânica de ficção científica Doctor Who estreou em 5 de janeiro de 1984 com o serial Warriors of the Deep e terminou em 30 de março do mesmo ano com The Twin Dilemma. Estrelou Peter Davison em sua terceira e última temporada como o Quinto Doutor, Janet Fielding como Tegan Jovanka, Mark Strickson como Vislor Turlough, Gerald Flood como a voz de Kamelion e Nicola Bryant como Peri Brown. A temporada também marca a introdução de Colin Baker como o Sexto Doutor em The Twin Dilemma.

## Elenco

### Principal
- Peter Davison como o Quinto Doutor
- Janet Fielding como Tegan Jovanka
- Mark Strickson como Vislor Turlough
- Gerald Flood como a voz de Kamelion
- Nicola Bryant como Peri Brown
- Colin Baker como o Sexto Doutor

### Convidados
- Anthony Ainley como o Mestre
- Terry Molloy como Davros

## Seriais
| História | Serial | Título                     | Dirigido por        | Escrito por            | Exibição original                                                                       | Cód. de produção | Audiência no Reino Unido (milhões) | AI       |
| --- | ------ | -------------------------- | ------------------- | ---------------------- | --------------------------------------------------------------------------------------- | ---------------- | ---------------------------------- | -------- |
| 130 | 1      | Warriors of the Deep       | Pennant Roberts     | Johnny Byrne           | 5 de janeiro de 19846 de janeiro de 198412 de janeiro de 198413 de janeiro de 1984      | 6L               | 7,67,57,36,6                       | 65646265 |
| A TARDIS se materializa em uma base marítima no ano de 2084. A Terra no final do século XXI é dividida entre dois blocos de poder que promovem uma guerra fria e amarga, sempre ameaçando escalar em conflito violento. Acidentes misteriosos têm ocorrido na base marítima, incluindo a morte de pessoal-chave. Investigando, o Doutor, Tegan e Turlough descobrem que não apenas agentes duplos se infiltraram na base marinha, mas os antigos inimigos do Doutor, os Silurians e os Sea Devils, planejam usar a base marinha para desencadear uma guerra que dizimará a humanidade.                                                  |        |                            |                     |                        |                                                                                         |                  |                                    |          |
| 131 | 2      | The Awakening              | Michael Owen Morris | Eric Pringle           | 19 de janeiro de 1984 20 de janeiro de 1984                                             | 6M               | 7,96,6                             | 6563     |
| O Doutor leva Tegan para a vila de Little Hodcombe para visitar seu avô. Os moradores, liderados por Sir George Hutchinson, estão reencenando eventos da Guerra Civil Inglesa, incluindo escaramuças que ocorreram perto da cidade. Mas as recreações ressuscitaram o Malus, uma entidade alienígena enterrada sob uma igreja arruinada que se alimenta das paixões inflamadas pela guerra e pela morte. O tempo está se tornando distorcido enquanto Hutchinson - que caiu sob a influência de Malus - trabalha para libertar a criatura, colocando a vida de Tegan em risco no processo.                                              |        |                            |                     |                        |                                                                                         |                  |                                    |          |
| 132 | 3      | Frontios                   | Ron Jones           | Christopher H. Bidmead | 26 de janeiro de 1984 27 de janeiro de 19842 de fevereiro de 19843 de fevereiro de 1984 | 6N               | 8,05,87,85,6                       | 666965   |
| A TARDIS chega ao planeta Frontios em um futuro distante, onde os últimos vestígios da humanidade caíram anos antes. A colônia em dificuldades é assolada por desastres, incluindo chuvas de meteoritos mortais e o desaparecimento de vários colonos proeminentes que foram sugados para baixo do solo. O Doutor, Tegan e Turlough descobrem que os culpados são os Gravis e seus Tratores, insetos gigantes com incríveis poderes sobre a gravidade. O Gravis pretende transformar Frontios em uma enorme espaçonave e espalhar o terror dos Tractators pela galáxia.                                                                 |        |                            |                     |                        |                                                                                         |                  |                                    |          |
| 133 | 4      | Resurrection of the Daleks | Matthew Robinson    | Eric Saward            | 8 de fevereiro de 198415 de fevereiro de 1984                                           | 6P               | 7,38,0                             | 6965     |
| O Doutor, Tegan e Turlough são quase dilacerados em um corredor de tempo Dalek que conecta um armazém na Terra moderna com uma espaçonave no futuro. Os Daleks perderam a guerra com os Movellans devido a um vírus que afeta apenas sua espécie. Agora, com a ajuda do mercenário Lytton, eles pretendem libertar Davros e forçá-lo a criar um antídoto. Uma vez bem sucedidos, os Daleks estarão finalmente em posição de destruir os Movellans e atacar o cosmo. |        |                            |                     |                        |                                                                                         |                  |                                    |          |
| 134 | 5      | Planet of Fire             | Fiona Cumming       | Peter Grimwade         | 23 de fevereiro de 198424 de fevereiro de 19841 de março de 19842 de março de 1984      | 6Q               | 7,46,17,47,0                       | —        |
| Turlough resgata uma estudante de botânica se afogando chamada Peri Brown e a leva para a TARDIS para se recuperar. Antes que Peri possa se despedir, Kamelion - mais uma vez sob o controle do Mestre - leva a TARDIS ao planeta Sarn. Lá, sua missão é encontrar o Mestre, que foi reduzido a apenas alguns centímetros de altura após um acidente com seu eliminador de compressão de tecido, e restaurá-lo usando as propriedades curativas das milagrosas chamas numismáticas de Sarn. Mas Sarn esconde uma conexão misteriosa com o passado de Turlough - uma conexão que pode ser o catalisador do esquema do Mestre.            |        |                            |                     |                        |                                                                                         |                  |                                    |          |
| 135 | 6      | The Caves of Androzani     | Graeme Harper       | Robert Holmes          | 8 de março de 19849 de março de 198415 de março de 198416 de março de 1984              | 6R               | 6,96,67,8                          | 65—6568  |
| Depois de pousar no planeta Androzani Minor, o Doutor e Peri desenvolvem envenenamento letal por toxemia por espectroses. Enquanto os dois buscam uma cura antes que seja tarde demais, eles ficam enredados em uma contenda de décadas entre o roboticista desfigurado Sharaz Jek e o empresário Morgus. Jek se apaixona por Peri, mas a situação só se degenera quando a garota rejeita suas afeições. Entre ameaças de feras de lama e corredores de armas, rapidamente se torna aparente que o Doutor nunca encontrará uma cura a tempo de salvar a si mesmo e sua acompanhante.                                                    |        |                            |                     |                        |                                                                                         |                  |                                    |          |
| 136 | 7      | The Twin Dilemma           | Peter Moffatt       | Anthony Steven         | 22 de março de 198423 de março de 198429 de março de 198430 de março de 1984            | 6S               | 7,67,47,06,3                       | 61665967 |
| O Doutor experimenta uma séria instabilidade regenerativa, fazendo com que ele ataque Peri e então decide viver como um eremita no estéril asteroide Titan 3. Lá ele se depara com uma conspiração de seu velho amigo, o Senhor do Tempo Azmael, que sequestrou gênios matemáticos gêmeos chamados Romulus e Remus. O planeta adotado de Azmael, Jaconda, foi tomado pelo mestiço de Mestor e seus Gastrópodes, forçando o Senhor do Tempo a fazer as ordens de Mestor. Mas até mesmo Azmael não tem conhecimento do verdadeiro plano de Mestor - destruir o sol de Jaconda e, assim, espalhar ovos de gastrópodes por todo o universo. |        |                            |                     |                        |                                                                                         |                  |                                    |          |

## Lançamentos em DVD
| História | Número e duração dos episódios                                 | Data de lançamento na Região 2 | Data de lançamento na Região 4 | Data de lançamento na Região 1 |
| --- | -------------------------------------------------------------- | ------------------------------ | ------------------------------ | ------------------------------ |
| Warriors of the Deep Apenas disponível como parte do box Beneath the Surface nas Regiões 2 e 4. Disponível apenas individualmente ou em box na Região 1.        | 4 × 25 min.                                                    | 14 de janeiro de 2008          | 5 de março de 2008             | 3 de junho de 2008             |
| The Awakening Apenas disponível como parte do box Earthstory nas Regiões 2 e 4. Disponível apenas individualmente na Região 1.                                  | 2 × 25 min.                                                    | 20 de junho de 2011            | 4 de agosto de 2011            | 12 de julho de 2011            |
| Frontios | 4 × 25 min.                                                    | 30 de maio de 2011             | 7 de julho de 2011             | 14 de junho de 2011            |
| Resurrection of the Daleks Apenas disponível como parte do box The Complete Davros Collection nas Regiões 2 e 4. Disponível apenas individualmente na Região 1. | 4 × 25 min. (versão original)                                  | 18 de novembro de 2002         | 3 de fevereiro de 2003         | 1 de julho de 2003             |
| Resurrection of the Daleks – edição especial Apenas disponível como parte do box Revisitations 2 box set in Regions 2 and 4.                                    | 4 × 25 min. (versão original) 2 × 46 min. (versão transmitida) | 28 de março de 2011            | 5 de maio de 2011              | 12 de junho de 2012            |
| Planet of Fire Apenas disponível como parte do box Kamelion Tales nas Regiões 2 e 4. Disponível apenas individualmente na Região 1.                             | 4 × 25 min. (versão transmitida) 1 × 66 min. (edição especial) | 14 de junho de 2010            | 5 de agosto de 2010            | 7 de setembro de 2010          |
| The Caves of Androzani | 4 × 25 min.                                                    | 18 de junho de 2001            | 7 de janeiro de 2002           | 2 de abril de 2002             |
| The Caves of Androzani – edição especial Apenas disponível como parte do box Revisitations 1nas Regiões 2 e 4.                                                  | 4 × 25 min.                                                    | 4 de outubro de 2010           | 2 de dezembro de 2010          | 14 de fevereiro de 2012        |
| The Twin Dilemma | 4 × 25 min.                                                    | 7 de setembro de 2009          | 3 de dezembro de 2009          | 5 de janeiro de 2010           |

## Romantizações
| História                   | Título do romance      | Autor                  | Publicação              |
| -------------------------- | ---------------------- | ---------------------- | ----------------------- |
| Warriors of the Deep       | Warriors of the Deep   | Terrance Dicks         | 24 de maio de 1984      |
| The Awakening              | The Awakening          | Eric Pringle           | 14 de fevereiro de 1985 |
| Frontios                   | Frontios               | Christopher H. Bidmead | 20 de setembro de 1984  |
| Resurrection of the Daleks | Nunca romantizado      | Nunca romantizado      | Nunca romantizado       |
| Planet of Fire             | Planet of Fire         | Peter Grimwade         | 18 de outubro de 1984   |
| The Caves of Androzani     | The Caves of Androzani | Terrance Dicks         | 15 de novembro de 1984  |
| The Twin Dilemma           | The Twin Dilemma       | Eric Saward            | 10 de outubro de 1985   |